# كيمبرلي كاغان
كيمبرلي كاغان (بالإنجليزية: Kimberly Kagan)‏ هي مؤرخة عسكرية أمريكية، ولدت في 1972.

## وصلات خارجية
- الموقع الرسمي